# Regionalwahl in Molise 2018
Die Regionalwahl in Molise 2018 fand am 22. April statt; der Regionalrat und der Präsident der Region Molise wurden gleichzeitig gewählt.

## Wahlergebnis
| Kandidaten                             | Kandidaten          | Stimmen | %    | Listen              | Stimmen | %    | Mandate |
| -------------------------------------- | ------------------- | ------- | ---- | ------------------- | ------- | ---- | ------- |
|                                        | Donato Tomagewählt  | 73.229  | 43,7 | Forza Italia        | 13.627  | 9,4  | 3       |
| Orgoglio Molise                        | Donato Tomagewählt  | 73.229  | 43,7 | 12.122              | 8,3     | 2    |         |
| Lega Salvini Molise                    | Donato Tomagewählt  | 73.229  | 43,7 | 11.956              | 8,2     | 2    |         |
| Popolari per l’Italia                  | Donato Tomagewählt  | 73.229  | 43,7 | 10.351              | 7,1     | 2    |         |
| Unione di Centro                       | Donato Tomagewählt  | 73.229  | 43,7 | 7.429               | 5,1     | 1    |         |
| Fratelli d’Italia                      | Donato Tomagewählt  | 73.229  | 43,7 | 6.461               | 4,4     | 1    |         |
| Iorio per il Molise - Noi con l’Italia | Donato Tomagewählt  | 73.229  | 43,7 | 5.204               | 3,6     | 1    |         |
| Movimento Nazionale per la Sovranità   | Donato Tomagewählt  | 73.229  | 43,7 | 3.924               | 2,7     | –    |         |
| Il Popolo della Famiglia               | Donato Tomagewählt  | 73.229  | 43,7 | 603                 | 0,4     | –    |         |
| ↳ Gesamt                               | Donato Tomagewählt  | 73.229  | 43,7 | 71.677              | 49,3    | 12   |         |
|                                        | Andrea Greco        | 64.875  | 38,7 | Movimento 5 Stelle  | 45.886  | 31,6 | 5       |
| Nicht gewählte Direktkandidat          | Andrea Greco        | 64.875  | 38,7 | –                   | –       | 1    |         |
| ↳ Gesamt                               | Andrea Greco        | 64.875  | 38,7 | 45.886              | 31,6    | 6    |         |
|                                        | Carlo Veneziale     | 28.818  | 17,2 | Partito Democratico | 13.122  | 9,0  | 2       |
| Liberi e Uguali in Molise              | Carlo Veneziale     | 28.818  | 17,2 | 4.784               | 3,3     | –    |         |
| Molise 2.0 - Centro Democratico        | Carlo Veneziale     | 28.818  | 17,2 | 3.459               | 2,4     | –    |         |
| Unione per il Molise                   | Carlo Veneziale     | 28.818  | 17,2 | 3.233               | 2,2     | –    |         |
| Il Molise di Tutti                     | Carlo Veneziale     | 28.818  | 17,2 | 2.716               | 1,9     | –    |         |
| ↳ Gesamt                               | Carlo Veneziale     | 28.818  | 17,2 | 27.314              | 18,8    | 2    |         |
|                                        | Agostino Di Giacomo | 707     | 0,4  | CasaPound Italia    | 477     | 0,3  | –       |
| Gesamt                                 | Gesamt              | 167.629 | 100  |                     | 145.354 | 100  | 20      |